# 阿曼签证政策
访问阿曼的旅客需要获得签证，阿曼对部分国家实施免签证政策。
海湾合作委员会成员国的公民可以免签证入境阿曼。另外有71个国家和地区的公民可以通过互联网申请有效期为30天的电子签证。为了提振旅游业，2021年起阿曼向103个国家和地区的公民提供时长14天的免签证待遇。

## 签证政策地图

阿曼签证政策
阿曼
可自由迁徙
免签证（14天）
需要签证

## 免签证
以下国家和地区的公民访问阿曼无需签证：

| - 巴林 - 科威特 | - 沙烏地阿拉伯 - 阿联酋 |  |

| - 欧洲联盟（含法属圭亚那） \| - 阿尔巴尼亚 - 阿尔及利亚 - 安道尔 - 阿根廷 - 亞美尼亞 - 白俄羅斯 - 不丹 - 玻利维亚 - 巴西 - 加拿大 - 智利 - 中华人民共和国 - 哥伦比亚 - 古巴 \| - 埃及 - 薩爾瓦多 - 香港 - 冰島 - 印度 - 印度尼西亞 - 伊朗 - 日本 - 约旦 - 黎巴嫩 - 列支敦斯登 \| - 澳門 - 北馬其頓 - 马来西亚 - 馬爾地夫 - 毛里塔尼亚 - 墨西哥 - 摩尔多瓦 - 摩納哥 - 摩洛哥 - 尼加拉瓜 - 挪威 - 巴拿马 - 巴拉圭 - 秘魯 - 俄羅斯 - 圣马力诺 - 塞爾維亞 - 塞舌尔 \| - 新加坡 - 苏里南 - 瑞士 - 臺灣 - 泰國 - 突尼西亞 - 土耳其 - 乌克兰 - 英国 - 美国 - 乌拉圭 - 梵蒂冈 - 委內瑞拉 - 越南 \| \| |                                                                                                | | |  |
| - 阿尔巴尼亚 - 阿尔及利亚 - 安道尔 - 阿根廷 - 亞美尼亞 - 白俄羅斯 - 不丹 - 玻利维亚 - 巴西 - 加拿大 - 智利 - 中华人民共和国 - 哥伦比亚 - 古巴 | - 埃及 - 薩爾瓦多 - 香港 - 冰島 - 印度 - 印度尼西亞 - 伊朗 - 日本 - 约旦 - 黎巴嫩 - 列支敦斯登 | - 澳門 - 北馬其頓 - 马来西亚 - 馬爾地夫 - 毛里塔尼亚 - 墨西哥 - 摩尔多瓦 - 摩納哥 - 摩洛哥 - 尼加拉瓜 - 挪威 - 巴拿马 - 巴拉圭 - 秘魯 - 俄羅斯 - 圣马力诺 - 塞爾維亞 - 塞舌尔 | - 新加坡 - 苏里南 - 瑞士 - 臺灣 - 泰國 - 突尼西亞 - 土耳其 - 乌克兰 - 英国 - 美国 - 乌拉圭 - 梵蒂冈 - 委內瑞拉 - 越南 |  |

| - 阿尔巴尼亚 - 阿尔及利亚 - 安道尔 - 阿根廷 - 亞美尼亞 - 白俄羅斯 - 不丹 - 玻利维亚 - 巴西 - 加拿大 - 智利 - 中华人民共和国 - 哥伦比亚 - 古巴 | - 埃及 - 薩爾瓦多 - 香港 - 冰島 - 印度 - 印度尼西亞 - 伊朗 - 日本 - 约旦 - 黎巴嫩 - 列支敦斯登 | - 澳門 - 北馬其頓 - 马来西亚 - 馬爾地夫 - 毛里塔尼亚 - 墨西哥 - 摩尔多瓦 - 摩納哥 - 摩洛哥 - 尼加拉瓜 - 挪威 - 巴拿马 - 巴拉圭 - 秘魯 - 俄羅斯 - 圣马力诺 - 塞爾維亞 - 塞舌尔 | - 新加坡 - 苏里南 - 瑞士 - 臺灣 - 泰國 - 突尼西亞 - 土耳其 - 乌克兰 - 英国 - 美国 - 乌拉圭 - 梵蒂冈 - 委內瑞拉 - 越南 |  |

持有白俄罗斯、塞浦路斯、德国、日本、哈萨克斯坦、葡萄牙、罗马尼亚、俄罗斯、韩国和瑞士外交或公务护照者最多可免签证停留90天。阿曼还与哥伦比亚签署了外交和公务护照互免协议。

### 持第三國簽證/入境章免簽

#### 迪拜
以下国家和地区的公民，如持有有效期21天以上的迪拜酋长国签证或入境章者可免签证进入阿曼：
| - 安道尔 - 奥地利 - 比利时 - 加拿大 - 丹麦 - 芬兰 - 法國 - 德国 - 希腊 | - 香港 - 冰島 - 愛爾蘭 - 義大利 - 日本 - 盧森堡 - 马来西亚 - 摩納哥 - 荷蘭 - 挪威 - 葡萄牙 | - 菲律賓 - 圣马力诺 - 新加坡 - 西班牙 - 瑞典 - 瑞士 - 英国 - 美国 - 梵蒂冈 |  |

#### 卡塔尔
以下国家和地区的公民，如持有有效的卡塔尔签证，并自卡塔尔前往阿曼，则享受免签证待遇：
| - 安道尔 - 奥地利 - 比利时 - 加拿大 - 丹麦 - 芬兰 - 法國 - 德国 - 香港 | - 冰島 - 愛爾蘭 - 義大利 - 日本 - 列支敦斯登 - 盧森堡 - 马来西亚 - 摩納哥 - 荷蘭 - 挪威 - 葡萄牙 | - 圣马力诺 - 新加坡 - 西班牙 - 瑞典 - 瑞士 - 英国 - 美国 - 梵蒂冈 |  |

## 电子签证
以下72个国家和地区的公民可以通过在线申请，可能获得单次或多次、有效期30天的电子签证。
| - 欧洲联盟 | - 安道尔 - 阿根廷 - 玻利维亚 - 巴西 - 1 - 加拿大 - 智利 - 中國 - 哥伦比亚 | - 香港 - 冰島 - 印度尼西亞 - 伊朗 - 日本 - 黎巴嫩 - 列支敦斯登 - 马来西亚 - 摩尔多瓦 - 摩納哥 - 新西兰 1 2 | - 北馬其頓 - 挪威 - 巴拉圭 - 俄羅斯 - 圣马力诺 - 塞爾維亞 - 塞舌尔 - 新加坡 - 南非 - 1 - 苏里南 - 瑞士 | - 臺灣 - 泰國 - 土耳其 - 乌克兰 - 英国 - 美国 - 乌拉圭 - 梵蒂冈 - 委內瑞拉 |  |

1——免费

2——有效期3个月
2018年，申请电子签证包含在线申请以及在阿曼边境口岸申请。这是为了那些没有事前取得签证而已经到达阿曼的旅客，可以在机场航站楼的指定区域申请电子签证。

### 有条件的电子签证
以下23个国家的公民，包括他们的配偶和子女，如果持有有效的澳大利亚、加拿大、日本、英国、美国或申根区签证或居留证，则可以获得阿曼电子签证。他们可以申请单次（10天或30天）、多次（一年、单次最长30天）签证。
| - 阿尔巴尼亚 - 亞美尼亞 - 白俄羅斯 - 不丹 - 古巴 - 薩爾瓦多 | - 印度 - 馬爾地夫 - 墨西哥 | - 尼加拉瓜 - 巴拿马 - 秘魯 - 越南 |  |

## 落地签证
阿曼在2019年2月停止发放落地签证。但在馬斯喀特國際機場设有临时的落地签证办理处。2019年11月，阿曼官方宣称所有旅客都需要事前申请电子签证，落地签证仅作为例外发放。

## 过境
持有下一程机票的旅客可以在阿曼过境，免签证6个小时。

## 船运
阿曼对于通过海路入境的旅客免费或仅象征性收费发放签证。